# Eleições estaduais em São Paulo em 1990
As eleições estaduais em São Paulo em 1990 ocorreram em 3 de outubro como parte das eleições no Distrito Federal e em 26 estados. Foram eleitos nessa oportunidade o governador Luiz Antônio Fleury Filho, o vice-governador Aloysio Nunes, o senador Eduardo Suplicy, 60 deputados federais e 84 estaduais. Como nenhum candidato a governador atingiu metade mais um dos votos válidos, um segundo turno foi realizado em 25 de novembro e segundo a Constituição, o governador foi eleito para um mandato de quatro anos com início em 15 de março de 1991, sem direito a reeleição.
Disputaram esta eleição geral sete candidatos a governador. Este número poderia chegar a 10 candidatos, caso o TRE não anulasse as candidaturas de Antonio Martins (PAS) e Paulo Zingg (PN, extinto no mesmo ano) e Almino Affonso não desistisse da candidatura para apoiar Mário Covas. Concluída a apuração o novo governador paulista é o advogado Luiz Antônio Fleury Filho. Natural de São José do Rio Preto, em 1964 tornou-se aluno do curso de formação de oficiais da Academia Militar do Barro Branco ligada à Polícia Militar de São Paulo e oito anos mais tarde diplomou-se pelas Faculdades Metropolitanas Unidas lecionando na referida instituição. Especialista em Direito Penal pela Pontifícia Universidade Católica de São Paulo, atuou durante quatorze anos como promotor de justiça até ser nomeado secretário de Segurança por Orestes Quércia em 1987, cargo do qual se afastou para disputar o Palácio dos Bandeirantes. Foi a terceira vitória consecutiva do PMDB em disputas pelo governo de São Paulo e a primeira após a criação do PSDB. Ressalte-se que o percentual obtido por Fleury Filho superou o recorde vigente desde a vitória de Carvalho Pinto em 1958.
Advogado nascido em São José do Rio Preto, Aloysio Nunes é formado pela Universidade de São Paulo e iniciou sua carreira política no movimento estudantil. Membro do clandestino PCB, foi adversário do Regime Militar de 1964 e nisso filiou-se ao MDB. Por pertencer à Ação Libertadora Nacional, grupo liderado por Carlos Marighella, rumou para o exílio em Paris após o assalto ao trem pagador Santos-Jundiaí em 1968. Na capital francesa diplomou-se em Economia Política na Universidade de Paris e obteve o mestrado Ciência Política na primeira metade da década de 1970. Membro do Partido Comunista Francês, regressou ao Brasil em 1979 graças à Lei da Anistia e entrou no PMDB. Procurador da Secretaria de Justiça do estado de São Paulo e professor da USP, elegeu-se deputado estadual em 1982 e 1986 e vice-governador de São Paulo em 1990.
Na eleição para senador a vitória foi de Eduardo Suplicy. Formado em Administração de Empresas pela Fundação Getúlio Vargas, onde é professor, nasceu em São Paulo e fez Mestrado em Economia na Michigan State University. Eleito deputado estadual pelo MDB em 1978, foi um dos fundadores do PT elegendo-se deputado federal em 1982. Fiel à orientação partidária, votou pela Emenda Dante de Oliveira em 1984 e ausentou-se da eleição presidencial indireta no Colégio Eleitoral em 1985. Derrotado nas eleições para prefeito de São Paulo em 1985 e governador do estado em 1986, foi eleito vereador à capital paulista em 1988 chegando mais tarde à presidência da Câmara Municipal de São Paulo e em 1990 tornou-se o primeiro senador eleito pelo voto popular na história do PT. Essa foi a última eleição a ser ganha por um candidato que não seja do PSDB até 2022, quando Tarcísio de Freitas foi eleito governador do Estado pelo Republicanos.

## Resultado da eleição para governador

### Primeiro turno
Segundo o Tribunal Superior Eleitoral houve 13.499.022 votos nominais (78,80%), 1.698.983 votos em branco (9,92%) e 1.932.885 votos nulos (11,28%) calculados sobre um total de 17.130.890 eleitores.
Info/Eleição estadual brasileira
| Candidatos a governador do estado | Candidatos a vice-governador | Número | Coligação                                       | Votação              | Percentual           |
| --------------------------------- | ---------------------------- | ------ | ----------------------------------------------- | -------------------- | -------------------- |
| Paulo Maluf PDS                   | José Egreja PTB              | 11     | União por São Paulo (PDS, PTB, PDC, PRN)        | 5.872.473            | 43,50%               |
| Luiz Antônio Fleury Filho PMDB    | Aloysio Nunes PMDB           | 15     | Novo Tempo (PMDB, PFL, PL)                      | 3.803.159            | 28,17%               |
| Mário Covas PSDB                  | Zulaiê Cobra PSDB            | 45     | PSDB (sem coligação)                            | 2.050.665            | 15,19%               |
| Plínio de Arruda Sampaio PT       | João Herrmann PSB            | 13     | União Democrática Popular (PT, PSB, PCB, PCdoB) | 1.636.119            | 12,12%               |
| Ademar de Barros Filho PRP        | Faustino Jarruche PRP        | 44     | Renovação Democrata (PRP, PCN, PD)              | 63.117               | 0,47%                |
| Sônia Maria Goulart Ishikawa PLH  | Antônio Lopes PLH            | 69     | PLH (sem coligação)                             | 45.916               | 0,34%                |
| Miguel Mendonça PST               | Flávio Augusto Schröder PST  | 52     | PST (sem coligação)                             | 27.573               | 0,21%                |
| Almino Affonso PDT                | Júlio César Caligiuri PDT    | 12     | Avanço Popular (PDT, PMN)                       | Candidatura retirada | Candidatura retirada |

### Segundo turno
Segundo o Tribunal Regional Eleitoral de São Paulo houve 14.233.887 votos nominais.
| Candidatos a governador do estado | Candidatos a vice-governador | Número | Coligação                                | Votação   | Percentual |
| --------------------------------- | ---------------------------- | ------ | ---------------------------------------- | --------- | ---------- |
| Luiz Antônio Fleury Filho PMDB    | Aloysio Nunes PMDB           | 15     | Novo Tempo (PMDB, PFL, PL)               | 7.368.730 | 51,77%     |
| Paulo Maluf PDS                   | José Egreja PTB              | 11     | União por São Paulo (PDS, PTB, PDC, PRN) | 6.865.157 | 48,23%     |

## Resultado da eleição para senador
Segundo o Tribunal Superior Eleitoral houve 11.928.231 votos nominais (69,63%), 3.411.087 votos em branco (19,91%) e 1.791.572 votos nulos (10,46%) calculados sobre um total de 17.130.890 eleitores.
| Candidatos a senador da República | Candidatos a suplente de senador                              | Número | Coligação                                       | Votação   | Percentual |
| --------------------------------- | ------------------------------------------------------------- | ------ | ----------------------------------------------- | --------- | ---------- |
| Eduardo Suplicy PT                | João Felício PT Dulce Pereira PT                              | 131    | União Democrática Popular (PT, PCB, PSB, PCdoB) | 4.229.867 | 35,46%     |
| Ferreira Netto PRN                | Ciro Moura PRN Carlos Eduardo Calfat Salem PRN                | 361    | União por São Paulo (PDS, PTB, PDC, PRN)        | 3.806.787 | 31,91%     |
| Afif Domingos PL                  | Nélson Nicolau PMDB Antônio Carlos Caruso PMDB                | 221    | Novo Tempo (PMDB, PFL, PL)                      | 2.491.656 | 20,89%     |
| Franco Montoro PSDB               | Paulo Renato Souza PSDB Antônio Roxo Motta PSDB               | 451    | PSDB (Sem coligação)                            | 1.065.420 | 8,93%      |
| João Cunha PMN                    | Carlos Fernandes PMN Jorge Baccus Neto PMN                    | 331    | Avanço Popular (PDT, PMN)                       | 141.575   | 1,19%      |
| Lúcia Varela PLH                  | Terezinha de Aguiar Viana PLH Elias Rodrigues de Mendonça PLH | 691    | PLH (sem coligação)                             | 97.799    | 0,82%      |
| Elias Jorge PRP                   | Kleber da Cunha Leme PRP Ademar Ferreira Castilho PRP         | 441    | Renovação Democrata (PRP, PCN, PD)              | 95.127    | 0,80%      |

## Deputados federais eleitos
São relacionados os candidatos eleitos com informações complementares da Câmara dos Deputados.

Representação eleita
  PMDB: 12
  PT: 10
  PSDB: 9
  PDS: 7
  PRN: 6
  PTB: 6
  PL: 5
  PDT: 2
  PFL: 1
  PDC: 1
  PCdoB: 1

| Número | Deputados federais eleitos | Partido | Votação | Percentual | Cidade onde nasceu | Unidade federativa |
| 4520   | José Serra                 | PSDB    | 338.747 | 1,98%      | São Paulo          | São Paulo          |
| 2290   | João Melão Neto            | PL      | 260.319 | 1,52%      | São Paulo          | São Paulo          |
| 3651   | Arnaldo Faria de Sá        | PRN     | 231.808 | 1,35%      | São Paulo          | São Paulo          |
| 1191   | Delfim Netto               | PDS     | 142.141 | 0,83%      | São Paulo          | São Paulo          |
| 4546   | Magalhães Teixeira         | PSDB    | 136.522 | 0,80%      | Andradas           | Minas Gerais       |
| 1390   | Aloizio Mercadante         | PT      | 119.765 | 0,70%      | Santos             | São Paulo          |
| 1528   | Luiz Carlos Santos         | PMDB    | 100.482 | 0,59%      | Araxá              | Minas Gerais       |
| 1335   | Hélio Bicudo               | PT      | 96.705  | 0,56%      | Santos             | São Paulo          |
| 4593   | Fábio Feldmann             | PSDB    | 93.989  | 0,55%      | São Paulo          | São Paulo          |
| 3666   | Vadão Gomes                | PRN     | 83.175  | 0,49%      | Populina           | São Paulo          |
| 3611   | Euclides de Melo           | PRN     | 82.344  | 0,48%      | Rio de Janeiro     | Rio de Janeiro     |
| 2222   | Robson Tuma                | PL      | 81.491  | 0,41%      | São Paulo          | São Paulo          |
| 1588   | Jorge Tadeu Mudalen        | PMDB    | 79.110  | 0,46%      | Guarulhos          | São Paulo          |
| 1161   | Cunha Bueno                | PDS     | 76.644  | 0,45%      | São Paulo          | São Paulo          |
| 1313   | José Genoino               | PT      | 71.621  | 0,42%      | Quixeramobim       | Ceará              |
| 2229   | Valdemar Costa Neto        | PL      | 70.886  | 0,41%      | São Paulo          | São Paulo          |
| 1535   | Wagner Rossi               | PMDB    | 69.997  | 0,41%      | São Paulo          | São Paulo          |
| 1220   | Beto Mansur                | PDT     | 69.812  | 0,41%      | São Vicente        | São Paulo          |
| 1110   | Edevaldo Alves da Silva    | PDS     | 64.648  | 0,38%      | Cosmópolis         | São Paulo          |
| 1523   | Ary Kara                   | PMDB    | 62.475  | 0,36%      | Neves Paulista     | São Paulo          |
| 1516   | Tidei de Lima              | PMDB    | 60.965  | 0,36%      | Bauru              | São Paulo          |
| 3650   | Fausto Rocha               | PRN     | 60.278  | 0,35%      | São Paulo          | São Paulo          |
| 1315   | Luiz Gushiken              | PT      | 57.988  | 0,34%      | Osvaldo Cruz       | São Paulo          |
| 1144   | Marcelino Romano Machado   | PDS     | 57.903  | 0,34%      | Ribeirão Preto     | São Paulo          |
| 1415   | Tadashi Kuriki             | PTB     | 57.610  | 0,34%      | General Salgado    | São Paulo          |
| 4569   | Geraldo Alckmin            | PSDB    | 55.639  | 0,32%      | Pindamonhangaba    | São Paulo          |
| 2211   | Ricardo Izar               | PL      | 54.570  | 0,32%      | São Paulo          | São Paulo          |
| 4577   | Mendes Thame               | PSDB    | 54.508  | 0,32%      | Piracicaba         | São Paulo          |
| 2511   | Maluly Neto                | PFL     | 49.474  | 0,29%      | Fartura            | São Paulo          |
| 1248   | Liberato Caboclo           | PDT     | 49.364  | 0,29%      | Rio de Janeiro     | Rio de Janeiro     |
| 1521   | Ulysses Guimarães          | PMDB    | 46.635  | 0,27%      | Itirapina          | São Paulo          |
| 1543   | Walter Nory                | PMDB    | 45.368  | 0,26%      | Penápolis          | São Paulo          |
| 1542   | Manoel Moreira             | PMDB    | 42.041  | 0,25%      | Vitorino Freire    | Maranhão           |
| 1569   | Marcelo Barbieri           | PMDB    | 41.845  | 0,24%      | Araraquara         | São Paulo          |
| 1421   | Gastone Righi              | PTB     | 41.286  | 0,24%      | Santos             | São Paulo          |
| 1314   | José Cicote                | PT      | 40.224  | 0,23%      | Poloni             | São Paulo          |
| 1506   | Hélio Rosas                | PMDB    | 39.399  | 0,23%      | Pindamonhangaba    | São Paulo          |
| 2270   | Diogo Nomura               | PL      | 39.239  | 0,23%      | Registro           | São Paulo          |
| 1554   | Jurandir Paixão            | PMDB    | 39.041  | 0,23%      | Limeira            | São Paulo          |
| 3699   | Bebetto Haddad             | PRN     | 38.987  | 0,23%      | São Luís           | Maranhão           |
| 1321   | Eduardo Jorge              | PT      | 38.261  | 0.22%      | Salvador           | Bahia              |
| 4547   | André Benassi              | PSDB    | 37.984  | 0,22%      | Jundiaí            | São Paulo          |
| 1544   | Alberto Goldman            | PMDB    | 37.873  | 0,22%      | São Paulo          | São Paulo          |
| 1106   | Pedro Pavão                | PDS     | 36.977  | 0,22%      | Marília            | São Paulo          |
| 1368   | José Dirceu                | PT      | 35.329  | 0,21%      | Passa Quatro       | Minas Gerais       |
| 3690   | Maurici Mariano            | PRN     | 34.805  | 0,20%      | Santos             | São Paulo          |
| 1444   | Roberto Cardoso Alves      | PTB     | 34.589  | 0,20%      | Aparecida          | São Paulo          |
| 1717   | José Maria Eymael          | PDC     | 34.191  | 0,20%      | Porto Alegre       | Rio Grande do Sul  |
| 1434   | Nelson Marquezelli         | PTB     | 31.533  | 0,18%      | Pirassununga       | São Paulo          |
| 1443   | Mendes Botelho             | PTB     | 31.214  | 0,18%      | Brasília de Minas  | Minas Gerais       |
| 6565   | Aldo Rebelo                | PCdoB   | 29.554  | 0,17%      | Viçosa             | Alagoas            |
| 4509   | Osvaldo Stecca             | PSDB    | 28.813  | 0,17%      | Campinas           | São Paulo          |
| 1116   | Heitor Franco              | PDS     | 28.593  | 0,17%      | Aguaí              | São Paulo          |
| 1413   | Sólon Borges dos Reis      | PTB     | 28.142  | 0,16%      | Casa Branca        | São Paulo          |
| 1350   | Florestan Fernandes        | PT      | 27.676  | 0,16%      | São Paulo          | São Paulo          |
| 1122   | Fábio Meireles             | PDS     | 26.916  | 0,16%      | Cajuru             | São Paulo          |
| 4508   | Tuga Angerami              | PSDB    | 26.814  | 0,16%      | Mococa             | São Paulo          |
| 4539   | Koyu Iha                   | PSDB    | 24.252  | 0,14%      | Santos             | São Paulo          |
| 1333   | Irma Passoni               | PT      | 21.194  | 0,12%      | Concórdia          | Santa Catarina     |
| 1317   | Ernesto Gradella           | PT      | 19.723  | 0,12%      | Ribeirão Preto     | São Paulo          |

## Deputados estaduais eleitos
Foram escolhidos 84 deputados estaduais para a Assembleia Legislativa de São Paulo.

Representação eleita
  PMDB: 19
  PT: 14
  PDS: 11
  PTB: 11
  PSDB: 9
  PFL: 8
  PDT: 3
  PST: 2
  PL: 2
  PRN: 2
  PDC: 1
  PSB: 1
  PCdoB: 1

| Número | Deputados estaduais eleitos | Partido | Votação | Percentual | Cidade onde nasceu      | Unidade federativa |
| 52111  | Afanásio Jazadji            | PST     | 153.334 | 0,91%      | São Paulo               | São Paulo          |
| 15152  | João Leiva                  | PMDB    | 102.908 | 0,60%      | São Paulo               | São Paulo          |
| 15219  | Roseli Thomeu               | PMDB    | 92.190  | 0,54%      | Guarulhos               | São Paulo          |
| 15141  | Rubens Furlan               | PMDB    | 87.383  | 0,51%      | Sorocaba                | São Paulo          |
| 17111  | Osvaldo Bettio              | PDC     | 65.907  | 0,38%      | Promissão               | São Paulo          |
| 14180  | Newton Brandão              | PTB     | 60.418  | 0,35%      | Borda da Mata           | Minas Gerais       |
| 45141  | Bernardo Ortiz              | PSDB    | 58.784  | 0,34%      | Rio de Janeiro          | Rio de Janeiro     |
| 15125  | Mauro Bragato               | PMDB    | 55.647  | 0,32%      | Promissão               | São Paulo          |
| 25103  | Antônio Carlos Mendonça     | PFL     | 54.414  | 0,32%      | Araras                  | São Paulo          |
| 25155  | Corauci Sobrinho            | PFL     | 53.406  | 0,31%      | Ribeirão Preto          | São Paulo          |
| 11166  | Hélio Ansaldo               | PDS     | 53.270  | 0,31%      | Santos                  | São Paulo          |
| 25118  | Nabi Abi Chedid             | PFL     | 50.050  | 0,29%      | Ramarith                | Líbano             |
| 11211  | Erasmo Dias                 | PDS     | 49.958  | 0,29%      | Paraguaçu Paulista      | São Paulo          |
| 11111  | Antônio Salim Curiati       | PDS     | 48.559  | 0,28%      | Avaré                   | São Paulo          |
| 14169  | Barros Munhoz               | PTB     | 46.548  | 0,27%      | São Paulo               | São Paulo          |
| 15191  | Osvaldo Justo               | PMDB    | 46.188  | 0,27%      | Santos                  | São Paulo          |
| 40240  | Gilson Menezes              | PSB     | 45.349  | 0,26%      | Miguel Calmon           | Bahia              |
| 36180  | Léo Oliveira                | PRN     | 45.123  | 0,26%      | Barrinha                | São Paulo          |
| 25277  | Waldemar Mattos Silveira    | PFL     | 44.177  | 0,26%      | Limeira                 | São Paulo          |
| 15132  | Carlos Apolinário           | PMDB    | 43.925  | 0,26%      | São Paulo               | São Paulo          |
| 11138  | Conte Lopes                 | PDS     | 43.726  | 0,26%      | São Paulo               | São Paulo          |
| 45176  | Getúlio Hanashiro           | PSDB    | 43.456  | 0,25%      | Itariri                 | São Paulo          |
| 25125  | Artur Alves Pinto           | PFL     | 43.084  | 0,25%      | São Paulo               | São Paulo          |
| 45143  | Vanderlei Simionatto Doenha | PSDB    | 41.793  | 0,24%      | São Paulo               | São Paulo          |
| 15226  | Abelardo Camarinha          | PMDB    | 41.220  | 0,24%      | Santa Cruz do Rio Pardo | São Paulo          |
| 15157  | Uebe Rezeck                 | PMDB    | 40.802  | 0,24%      | Colina                  | São Paulo          |
| 13147  | Pedro Dallari               | PT      | 39.264  | 0,23%      | São Paulo               | São Paulo          |
| 11110  | Edson Elias Alves da Silva  | PDS     | 38.754  | 0,23%      | São Paulo               | São Paulo          |
| 15116  | Arnaldo Jardim              | PMDB    | 37.730  | 0,22%      | Altinópolis             | São Paulo          |
| 15124  | Roberto Purini              | PMDB    | 37.589  | 0,22%      | Poloni                  | São Paulo          |
| 45190  | Clemente de Almeida         | PSDB    | 36.599  | 0,21%      | Borda da Mata           | Minas Gerais       |
| 25235  | Edson Ferrarini             | PFL     | 36.517  | 0,21%      | São Paulo               | São Paulo          |
| 14232  | Francisco Ribeiro Nogueira  | PTB     | 35.649  | 0,21%      | Nipoã                   | São Paulo          |
| 45156  | Roberto Engler              | PSDB    | 35.434  | 0,21%      | São Paulo               | São Paulo          |
| 13288  | Roberto Gouveia             | PT      | 34.202  | 0,20%      | Ituiutaba               | Minas Gerais       |
| 25113  | João do Pulo                | PFL     | 33.166  | 0,19%      | Pindamonhangaba         | São Paulo          |
| 11250  | Roberto Bérgamo             | PDS     | 32.045  | 0,19%      | Tupã                    | São Paulo          |
| 25200  | Luiz Lauro Ferreira         | PFL     | 32.009  | 0,19%      | Monte Belo              | Minas Gerais       |
| 14140  | Campos Machado              | PTB     | 31.874  | 0,19%      | Cerqueira César         | São Paulo          |
| 45153  | Célia Leão                  | PSDB    | 31.852  | 0,19%      | São Paulo               | São Paulo          |
| 15185  | Edinho Araújo               | PMDB    | 31.073  | 0,18%      | Santa Fé do Sul         | São Paulo          |
| 11143  | Junji Abe                   | PDS     | 30.844  | 0,18%      | Mogi das Cruzes         | São Paulo          |
| 15195  | Joel Freire da Costa        | PMDB    | 30.609  | 0,18%      | São Paulo               | São Paulo          |
| 14133  | Walter José Dermachi        | PTB     | 30.024  | 0,18%      | São Bernardo do Campo   | São Paulo          |
| 11120  | Wadih Helu                  | PDS     | 29.198  | 0,17%      | Tatuí                   | São Paulo          |
| 15172  | Vergílio Dalla Pria         | PMDB    | 29.084  | 0,17%      | Quatá                   | São Paulo          |
| 45167  | Luiz Carlos Neves           | PSDB    | 29.057  | 0,17%      | Pirapora do Bom Jesus   | São Paulo          |
| 15252  | Adilson Monteiro Alves      | PMDB    | 28.721  | 0,17%      | São Paulo               | São Paulo          |
| 15112  | Lobbe Neto                  | PMDB    | 28.429  | 0,17%      | São Paulo               | São Paulo          |
| 15179  | Jayme Gimenez               | PMDB    | 28.368  | 0,17%      | Matão                   | São Paulo          |
| 14171  | Daniel Marins Alessi        | PTB     | 28.260  | 0,16%      | São Paulo               | São Paulo          |
| 22292  | Nelson Fernandes            | PL      | 27.521  | 0,16%      | Tabuaço                 | Portugal           |
| 14113  | Israel Zekcer               | PTB     | 27.337  | 0,16%      | São Paulo               | São Paulo          |
| 14182  | Celso Giglio                | PTB     | 26.891  | 0,16%      | Campinas                | São Paulo          |
| 45133  | Ricardo Tripoli             | PSDB    | 26.748  | 0,16%      | São Paulo               | São Paulo          |
| 45152  | José Maria de Araújo Júnior | PSDB    | 26.594  | 0,16%      | Santa Bárbara d'Oeste   | São Paulo          |
| 52160  | Roque Barbiere              | PST     | 26.378  | 0,15%      | Coroados                | São Paulo          |
| 15121  | Tonico Ramos                | PMDB    | 26.284  | 0,15%      | Mococa                  | São Paulo          |
| 14250  | Osvaldo Sbeghen             | PTB     | 26.152  | 0,15%      | Mineiros do Tietê       | São Paulo          |
| 11101  | Sylvio Martini              | PDS     | 24.792  | 0,14%      | Araraquara              | São Paulo          |
| 22102  | Chico Bezerra               | PL      | 24.751  | 0,14%      | Crateús                 | Ceará              |
| 14111  | Fernando Silveira           | PTB     | 24.614  | 0,14%      | Amargosa                | Bahia              |
| 13115  | João Paulo Cunha            | PT      | 24.452  | 0,14%      | Caraguatatuba           | São Paulo          |
| 15181  | Rosmary Corrêa              | PMDB    | 24.432  | 0,14%      | São Paulo               | São Paulo          |
| 11186  | Nelson Salomé               | PDS     | 24.350  | 0,14%      | Araras                  | São Paulo          |
| 11204  | Hatiro Shimomoto            | PDS     | 24.023  | 0,14%      | São Paulo               | São Paulo          |
| 36108  | Paulo César de Velasco      | PRN     | 23.538  | 0,14%      | Curvelo                 | Minas Gerais       |
| 14222  | Vicente Botta               | PTB     | 22.973  | 0,13%      | São Carlos              | São Paulo          |
| 15223  | Milton Monti                | PMDB    | 22.895  | 0,13%      | São Manuel              | São Paulo          |
| 12293  | João Marcelo Gonçalves      | PDT     | 21.960  | 0,13%      | São José do Rio Preto   | São Paulo          |
| 12216  | Ruy Gonzalez                | PDT     | 21.355  | 0,12%      | Guarujá                 | São Paulo          |
| 12285  | Júlio Marcondes             | PDT     | 20.383  | 0,12%      | São Carlos              | São Paulo          |
| 13150  | Antonio Palocci             | PT      | 20.290  | 0,12%      | Ribeirão Preto          | São Paulo          |
| 13185  | Ivan Valente                | PT      | 19.885  | 0,12%      | São Paulo               | São Paulo          |
| 13250  | Luiz Carlos Pedro           | PT      | 19.181  | 0,11%      | São Vicente             | São Paulo          |
| 13137  | Beatriz Pardi               | PT      | 18.919  | 0,11%      | São José do Rio Preto   | São Paulo          |
| 13154  | Professor Luizinho          | PT      | 18.062  | 0,10%      | Cândido Mota            | São Paulo          |
| 13155  | Antônio Lucas Buzato        | PT      | 17.120  | 0,10%      | José Bonifácio          | São Paulo          |
| 13215  | Luiz Antonio Azevedo        | PT      | 16.457  | 0,10%      | Araraquara              | São Paulo          |
| 13160  | Antenor Chicarino           | PT      | 16.304  | 0,10%      | Guaratinguetá           | São Paulo          |
| 65111  | Jamil Murad                 | PCdoB   | 15.155  | 0,09%      | José Bonifácio          | São Paulo          |
| 13123  | José Zico Prado             | PT      | 13.941  | 0,08%      | Macaubal                | São Paulo          |
| 13107  | Elói Pietá                  | PT      | 13.838  | 0,08%      | Gaurama                 | Rio Grande do Sul  |
| 13101  | Arlindo Chinaglia           | PT      | 13.143  | 0,08%      | Serra Azul              | São Paulo          |